# Нумизматический музей Мейбанка
Нумизматический музей Мейбанка (малайск. Muzium Numismatik Maybank) — музей, располагающийся в Куала-Лумпуре (Малайзия), основанный и управляемый крупным малайзийским банком Maybank. 

## История
Музей расположен на первом этаже Maybank Tower в центре Куала-Лумпура на улице Jalan Tun Perak. В сентябре 2012 года музей был закрыт для публики на реконструкцию и вновь открыт после реновации. 

## Коллекция
Нумизматический музей Мейбанка, основанный в 1988 году, хранит обширную коллекцию монет и банкнот со времен ранней Малайи до наших дней. Среди основных экспонатов — неразрезанные банкноты, старые банкноты первой серии, выпущенные в стране, банкноты малайского доллара (1939–1953), банкноты саравакского доллара (1858–1953), банкноты малайского и британского Борнео (1953–1967). 
В музее представлены памятные банкноты:
- Полимерная банкнота RM50 Игр Содружества (1998).
- Банкнота RM50 в честь 50-летия независимости Малайзии.
- Банкнота RM60 и RM600 в честь 60-летия подписания Соглашения о независимости Федерации Малайзии.

Музей также является центром исследований нумизматической истории Малайзии.